# Coelioxys genoconcavitus
Coelioxys genoconcavitus là một loài Hymenoptera trong họ Megachilidae. Loài này được Gupta mô tả khoa học năm 1991.